# Don Schollander
Donald Artur "Don" Schollander (Charlotte, 30. travnja 1946.), slavni je američki plivač, peterostruki olimpijski pobjednik, junak Olimpijskih igara u Tokiju 1964. godine, prvi plivač koji je na jednim Olimpijskim igrama osvojio četiri zlatne medalje.
Osim tih olimpijskih uspjeha, Don Schollander je još ušao u povijest plivanja i na način sličan onome na koji je ušao famozni Johnny Weissmüller koji je 1922. godine postao postao prvi čovjek koji je isplivao 100 m za manje od jedne minute (58,6 sec).
Naime, 27. srpnja 1963. u Los Angelesu, Don Schollander je postao prvi plivač koji je preplivao 200 m za manje od dvije minute: 1:58.8!
Godine 1965. primljen je u Kuću slavnih vodenih sportova.

## Karijera
- 1964. - OI, 4 zlatne medalje (100 m slobodno, 400 m slobodno, štafete: 4 x 100 m slobodno i 4 x 200 m slobodno)
- 1968. - OI, 1 zlatna medalja (4 x 200 m slobodno) i 1 srebrna medalja (200 m slobodno)